# Иру (деревня)
И́ру (эст. Iru) — деревня в волости Йыэляхтме уезда Харьюмаа, Эстония.

## География и описание
Деревня Иру расположена в нижнем течении реки Пирита, на её правом берегу, у восточной границы Таллина. На востоке граничит с Маарду. Расстояние до волостного центра — деревни Йыэляхтме — составляет 14,2 километра, расстояние до центра Таллина («Виру Кескус»)  — 11,3 километра. Высота над уровнем моря — 35 метров.
Является одним из самых живописных мест вблизи эстонской столицы.
Рядом с деревней расположена Ируская теплоэлектростанция, снабжающая Таллин теплом и горячей водой.
Климат умеренный. Официальный язык — эстонский. Почтовый индекс — 74206.

## Население
По данным переписи населения 2021 года, в Иру насчитывалось 474 жителя, из них 306 (65,0 %) — эстонцы.
По данным переписи населения 2011 года, в деревне проживали 450 человек, из них 295 (65,5 %) — эстонцы.
Численность населения деревни Иру по данным переписей населения:
| Год  | 2000 | 2011  | 2021  |
| ---- | ---- | ----- | ----- |
| Чел. | 280  | ↗ 450 | ↗ 474 |

## История
Старейшие следы человеческой деятельности в Иру относятся ко второй половине III тысячелетия до н. э., когда здесь находилось поселение.
Впервые деревня была упомянута в Датской поземельной книге 1241 года как Hirwæ. В 1374 году деревня упоминается как Hirwen, в 1490 году — Hirweden, в 1693 году — Hirwekylla.
На военно-топографических картах Российской Империи (1846–1863 годы), в состав которой входила Эстляндская губерния, деревня обозначена как Ирро.
C 1359 года деревня принадлежала таллинской богадельне Пюхавайму (с эст. — Святого Духа). В XVI столетии, во времена реформации, и до 1877 года деревня принадлежала городскому учреждению, т. н. Божьей кассе (эст. Jumalalaegas). Город сдал деревню в аренду нескольким городским мызам: Фет (Вяо, нем. Faeht), Неггат (Нехату, нем. Nehhat), Йоханнисхоф (Раэ, нем. Johannishof) и Каутель (Каутъяла, нем. Kautel). В 1733 году деревня была объединена с владениями мызы Неггат.
В 1975 году северная часть деревни была объединена с Таллином, в 1980 году снова отделена от Таллина и объединена с деревней Нехату, в правах самостоятельной деревни восстановлена в 1997 году.

## Достопримечательности
В окрестностях деревни находится много достопримечательностей, среди них: древнее городище (в народе — Линнапяра (Linnapära), административно входит в границы Таллина), древнее селище (конец первого тысячелетия — начало второго тысячелетия), каменные могильники, древние груды камней на полях, культовые камни, древняя священная роща, изваяние «Ируская тёща», долина реки Пирита между таллинским районом Ласнамяэ и Ируским глинтовым уступом (природный парк).

### Ируское городище
Ируcкое городище — это холм высотой около 15 метров и площадью 500 м2 в излучине реки Пирита, рядом с шоссе Таллин—Нарва. Городище было укреплённым поселением древних эстов; его история восходит к третьему тысячелетию до нашей эры. Там были найдены самые древние в Эстонии остатки бревенчатого сруба и один из старейших железных предметов в Эстонии — шило. В 5—11-м столетиях нашей эры городище имело укрепления c высокими траверсами из плитняка и, согласно данным археологических раскопок, неоднократно подвергалось пожарам. Среди артефактов, найденных во время археологических изысканий в Иру, особый интерес представляют глиняные тигели для литья бронзы, а также редкая для Северной Европы равноплечная бронзовая фибула, костяной гарпун и узда.

### Ируская тёща
«Ируской тёщей» (эст. Iru ämm) называли валун на границе Ласнамяэ на краю почтового тракта, который был похож на женщину в развевающейся юбке: одна рука протянута к морю, другая находится за спиной. Возможно, в древности он был жертвенным камнем. С XIX века для привлечения удачи было принято, входя в город, поприветствовать «тёщу» хлопком и принести ей жертву. Возле «тёщи» разводили костры Яанова дня. Однажды костёр получился слишком большим, и «тёща» раскололась. Позже местные краеведы установили на её месте памятную доску. В 1970 году в память о валуне была установлена одноимённая скульптура.

## Происхождение топонима
Возможно, деревня получила своё название от нынешней реки Пирита, которая ранее называлась Хирвейыги (Hirvejõgi), также Хирвеоя (Hirveoja, Hirwenoye). Финский языковед Л. Кеттунен сравнивает его с финским личным именем Хирвонен (фин. Hirvonen).